# Yixunite
La yixunite è un raro minerale del gruppo del platino che deve il suo nome alla località della sua scoperta (1972), il fiume Yixun, circa 270 km a nord di Pechino, nella provincia di Hebei.

## Morfologia
La yixunite con la damiaoite formano globuli composti aventi grandezza compresa tra 1 a 2 mm, dove la yixunite forma sempre la parte centrale del globulo.

## Origine
Nelle vene ricche di rame, indio e platino si formano leghe di platino-indio, se le condizioni chimico-fisiche sono favorevoli. Si ipotizza, dato l'aspetto a goccia degli aggregati ritrovati, che avvenga una separazione per immiscibilità in fase magmatica, con successiva cristallizzazione.

## Giacitura
La Yixunite si rinviene associata con la damiaoite nei giacimenti di cobalto-rame e platino in una zona di contatto metasomatico tra delle pirosseniti con le plagioclasiti. I minerali principali del giacimento sono la bornite, la calcopirite, la magnetite e la carrollite.